# Barry Bernard
Pour les articles homonymes, voir Bernard (patronyme).
Barry Bernard (nom de scène de George Bonhomme), né le 4 octobre 1899 à Londres (Angleterre) et mort le 24 juin 1978 à Los Angeles (quartier de Studio City, Californie), est un acteur anglais.

## Biographie
Barry Bernard entame sa carrière d'acteur dans son pays natal, contribuant notamment à deux films muets britanniques de Maurice Elvey sortis en 1919, The Rocks of Valpre (en) et God's Good Man (en).
Puis, installé définitivement aux États-Unis, il apparaît dans quarante-sept films américains, depuis Correspondant 17 d'Alfred Hitchcock (1940, avec Joel McCrea et Laraine Day) jusqu'à Les Séducteurs de Ralph Levy (1964, avec Marlon Brando et David Niven). Entretemps, mentionnons La Seconde Madame Carroll de Peter Godfrey (1947, avec Humphrey Bogart et Barbara Stanwyck), Les Feux de la rampe de Charlie Chaplin (1952, avec le réalisateur et Claire Bloom) et Le Retour de la mouche d'Edward Bernds (1959, avec Vincent Price et Brett Halsey).
À la télévision américaine, il collabore à vingt séries entre 1952 et 1972, dont Alfred Hitchcock présente (deux épisodes, 1958-1960), La Quatrième Dimension (un épisode, 1959) et Des agents très spéciaux (un épisode, 1966).
Barry Bernard tient son ultime rôle au petit écran dans le téléfilm Le Chien des Baskerville de Barry Crane (en) (1972, avec Stewart Granger et Bernard Fox). Il meurt en 1978, à 78 ans.

## Filmographie partielle

### Cinéma

#### Films britanniques
- 1919 : The Rocks of Valpre (en) de Maurice Elvey : Noel Wyndham
- 1919 : God's Good Man (en) de Maurice Elvey : Julien Adderley

#### Films américains
- 1940 : Correspondant 17 (Foreign Correspondent) d'Alfred Hitchcock : un steward
- 1942 : Les Chevaliers du ciel (Captains of the Clouds) de Michael Curtiz : Gilbert
- 1942 : L'Escadrille des aigles (Eagle Squadron) d'Arthur Lubin : un officier
- 1942 : Sabotage à Berlin (Desperate Journey) de Raoul Walsh : un commandant d'esquadrille
- 1944 : L'Imposteur (The Impostor) de Julien Duvivier : un soldat britannique
- 1944 : Le Grand National (National Velvet) de Clarence Brown : un journaliste
- 1945 : The Fatal Witness de Lesley Selander : Scoggins
- 1945 : Le Fils de Lassie (Son of Lassie) de S. Sylvan Simon : le sergent britannique
- 1947 : Le Loup des sept collines (Cry Wolf) de Peter Godfrey : Roberts
- 1947 : La Seconde Madame Carroll (The Two Mrs. Carrolls) de Peter Godfrey : Horace Blagdon
- 1948 : Casbah de John Berry : Max
- 1948 : The Woman in White de Peter Godfrey : Dimmock
- 1949 : Le Grand Tourbillon (Look for the Silver Lining) de David Butler : le régisseur britannique
- 1949 : Le Défi de Lassie (Challenge to Lassie) de Richard Thorpe : un voleur
- 1952 : Les Feux de la rampe (Limelight) de Charlie Chaplin : John Redfern
- 1953 : Houdini le grand magicien (Houdini) de George Marshall : Inspecteur Marlick
- 1953 : On se bat aux Indes (Rogue's March) d'Allan Davis (en) : Sergent
- 1953 : Titanic de Jean Negulesco : Premier officier Murdoch
- 1953 : Double Filature (Forbidden) de Rudolph Maté : Black
- 1954 : La Piste des éléphants (Elephant Walk) de William Dieterle : le planteur Strawson
- 1955 : Le Seigneur de l'aventure (The Virgin Queen) d'Henry Koster : le borgne
- 1955 : Le Rendez-vous de Hong Kong (Soldier of Fortune) d'Edward Dmytryk : un britannique
- 1957 : Le Carnaval des dieux (Something of Value) de Richard Brooks : le superintendant
- 1957 : La Blonde ou la Rousse (Pal Joey) de George Sidney : le majordome de Vera
- 1958 : Le Temps de la peur (In Love and War) de Philip Dunne : un employé d'hôtel
- 1959 : Le Retour de la mouche (Return of the Fly) d'Edward Bernds : Lieutenant MacLish
- 1960 : La Ruée vers l'Ouest (Cimarron) d'Anthony Mann : un majordome
- 1962 : L'Inquiétante Dame en noir (The Notorious Landlady) de Richard Quine : un préposé
- 1964 : Les Séducteurs (Bedtime Story) de Ralph Levy : Arthur

### Télévision
(séries, sauf mention contraire)
- 1952 : Boston Blackie (en), épisode 101 Blonde de Sobey Martin : Brice
- 1957 : Lassie, saison 3, épisode 19 Lassie's Vanity de Philip Ford : Milton Mason
- 1957 : Circus Boy, saison 1, épisode 4 The Fortune Teller : Bumps
- 1958 : 77 Sunset Strip, saison 1, épisode 8 The Well-Selected Frame de Boris Sagal : Ben
- 1958-1960 : Alfred Hitchcock présente (Alfred Hitchcock Presents)
  - Saison 3, épisode 37 The Canary Sedan (1958) de Robert Stevens : le barman
  - Saison 5, épisode 29 The Hero de John Brahm : le barman
- 1959 : La Quatrième Dimension (The Twilight Zone), saison 1, épisode 10 La Nuit du jugement (Judgment Night) de John Brahm : un ingénieur
- 1960 : One Step Beyond, saison 2, épisode 37 La Maison des morts (House of the Dead) de John Newland : le sergent
- 1961-1962 : Thriller
  - Saison 1, épisode 20 La Fourche et le Crochet (Hay-Fork and Bill-Hook, 1961) d'Herschel Daugherty : l'officier supérieur
  - Saison 2, épisode 19 Une perruque pour Madame Devore (A Wig for Miss Devore, 1962) de John Brahm : le premier Chester
- 1966 : Des agents très spéciaux (The Man from U.N.C.L.E.), saison 2, épisode 20 Un de nos espions a disparu, 1re partie (The Bridge of Lions Affair, Part I)[1] : le propriétaire de l'animalerie
- 1972 : Le Chien des Baskerville (The Hound of the Baskervilles) de Barry Crane (en) (téléfilm) : le directeur

## Note et référence
1. ↑  Cet épisode en deux parties est sorti au cinéma en 1966 sous le même titre français (titre original : One of Our Spies Is Missing) : voir la fiche IMDb de l'acteur ci-dessous.